# San Vittorino (Rom)

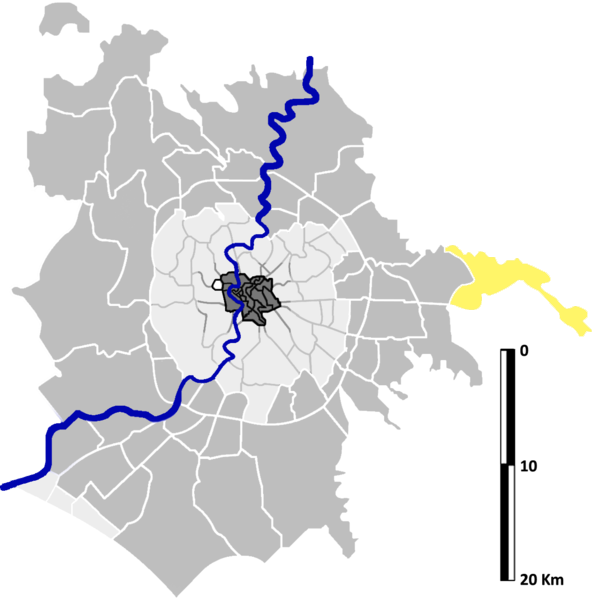
Lage von San Vittorino in Rom

San Vittorino bezeichnet die 11. Zone, abgekürzt als Z.XI, der italienischen Hauptstadt Rom. Im Gegensatz zu den Rioni, Quartieri und Suburbi sind es die ländlicheren Gebiete von Rom. Sie gehört zum Municipio VI und zählt 8196 Einwohner (2016). Sie ist der östlichste Teil der Stadt, liegt außerhalb der römischen Ringautobahn A90 und hat eine Fläche von 28,6551 km². Die Zona ist nach dem Bischof und Heiligen Vittorino di Amiterno benannt. Das gleichnamige Dorf in der Zona liegt auf einem Kamm aus Tuffstein. Es wird von den Gemeinden Tivoli, San Gregorio da Sassola, Poli, Castel San Pietro Romano, Palestrina, Gallicano nel Lazio, Zagarolo und Monte Compatri umschlossen. Kirchlich gehört das Gebiet zum Bistum Tivoli.

## Geschichte
Seit dem 11. Jahrhundert war San Vittorino im Besitz der Abtei Sankt Paul vor den Mauern. 1430 genehmigte Martin V. die Übernahme durch römische Familien.
San Vittorino wurde am 13. September 1961 durch Beschluss des Commissario Straordinario gegründet. Damals wurde der Ager Romanus in 59 Zonen geteilt, denen eine römische Zahl zugeteilt und ein Z vorgestellt wurde. Davon wurden sechs an die neugegründete Gemeinde Fiumicino komplett ausgegliedert und drei weitere teilweise.

## Besondere Orte
- Gabii, Archäologische Grabungsstätte